# Емец, Леонид Александрович
Леони́д Алекса́ндрович Е́мец (укр. Леонід Олександрович Ємець; род. 30 августа 1979, Киев) — украинский политический деятель. Народный депутат Украины VII и VIII созывов.

## Биография

### Образование
В 2001 году Леонид Емец с отличием закончил Киевский национальный университет имени Тараса Шевченко по специальности «правоведение», получил квалификацию магистр права.
Защитил кандидатскую диссертацию на тему «Публичное управление не политическими объединениями граждан — административно-правовое исследование». Кандидат юридических наук.

### Политическая карьера
С 2001 по 2005 год был членом партии «Реформы и порядок». В 23 года Леонид Емец баллотировался в Киевсовет от блока «Наша Украина».
На Президентских выборах 2004 года Леонид Емец был доверенным лицом кандидата в Президенты Виктора Ющенко в 219 избирательном округе, руководил Штабом Ющенко в Печерском районе города Киева, был комендантом части «оранжевого» Майдана.
В 2006 году Емец стал депутатом Печерского районного совета, где возглавил фракцию «Нашей Украины».
В 2009 году вышел из партии «Наша Украина», написав открытое письмо президенту Виктору Ющенко, в котором выразил резкое несогласие с его политическим курсом.
30 октября 2012 года избран народным депутатом Украины по 221 мажоритарному округу (Печерский, часть Шевченковского и Соломенского районов столицы), где набрал 30,52 % голосов.
Во время Евромайдана отвечал за судебное сопровождение активистов Евро- и Автомайдана. В VII созыве Верховной рады Леонид Емец совместно с «регионалом» Юрием Иванющенко возглавил список депутатов, пропустивших наибольшее количество заседаний парламента. Они не посетили 83 % пленарных заседаний Рады.
На парламентских выборах 26 октября 2014 года был избран народным депутатом Украины по 221 мажоритарному округу, набрав 37,70 % голосов.
Секретарь Комитета, председатель подкомитета по вопросам гражданского, хозяйственного и административного судопроизводства Комитета Верховной рады по вопросам верховенства права и правосудия. Член Временной специальной комиссии Верховной рады по вопросам подготовки законопроекта о внесении изменений в Конституцию Украины. Член Постоянной делегации в Парламентской ассамблее Совета Европы, сопредседатель группы по межпарламентским связям с Японией, заместитель сопредседателя группы по межпарламентским связям с США, член группы по межпарламентским связям с Латвией, Литвой, Белоруссией, Турцией и КНР.
Один из авторов и активных лоббистов законов «О восстановлении доверия к судьям» и «Об очищении власти», представлял Верховную раду в Конституционном суде Украины во время рассмотрения второго законопроекта закона.

## Награды
- Заслуженный юрист Украины (2017)[8].

## Конфликты
В начале ноября 2015 года Леонид Емец был вызван на допрос в Генеральную прокуратуру Украины по делу о вмешательстве в деятельность Конституционного суда во время рассмотрения закона о люстрации. Сам народный депутат высказал возмущение этим вызовом в связи со своей депутатской неприкосновенностью.
14 июля 2020 года, после регистрации законопроекта № 2362, назвал русский — «языком животных».

## Семья
Отец — Емец Александр Иванович (1959—2001), народный депутат Украины I, II и III созывов.
Мать — Емец Татьяна Михайловна, психолог и украиновед, кандидат философских наук, научный сотрудник Центра украиноведения Киевского национального университета имени Тараса Шевченко.
С первой супругой Кариной развёлся в 2013 году из-за конфликта по поводу деклараций.
Вторая жена — Светлана Владимировна Емец. Брак состоялся в День святого Валентина — 14 февраля 2014 года. Сын Александр (родился в марте 2015).